# Bitoma discolor
Bitoma discolor là một loài bọ cánh cứng trong họ Zopheridae. Loài này được Schaeffer miêu tả khoa học năm 1907.